# بورلی بیکر فلیتز
 بورلی بیکر فلیتز (انگلیسی: Beverly Baker Fleitz؛ زاده ۱۳ مارس ۱۹۳۰) یک تنیس‌باز اهل ایالات متحده آمریکا است.